# Мария фон Саксония-Ваймар-Айзенах
Мария Луиза Александрина фон Саксония-Ваймар-Айзенах (на немски: Marie Luise Alexandrina Prinzessin von Sachsen-Weimar-Eisenach; * 3 февруари 1808 във Ваймар; † 18 януари 1877 в Берлин) от Ернестинските Ветини е принцеса от Саксония-Ваймар-Айзенах и чрез женитба принцеса на Кралство Прусия.
Тя е голямата дъщеря на велик херцог Карл Фридрих фон Саксония-Ваймар-Айзенах (1783 – 1853) и съпругата му руската велика княгиня Мария Павловна (1786 – 1859), сестра на цар Александър I (1777 – 1825), дъщеря на убития през 1801 г. цар Павел I (1754 – 1801) и София Доротея Вюртембергска (1759 – 1828).
Мария фон Саксония-Ваймар-Айзенах се омъжва на 26 май 1827 г. в дворец Шарлотенбург за принц Карл Пруски. Карл Пруски е брат на Фридрих Вилхелм IV (1795 – 1864), крал на Прусия, Вилхелм I (1797 – 1888), император на Прусия, и Шарлота/Александра Фьодоровна (1798 – 1860), императрица на Русия, съпруга на цар Николай I.
Нейната по-малка сестра Августа Луиза Катерина (1811 – 1890) се омъжва в Берлин на 11 юни 1829 г. за брата на нейния съпруг, Вилхелм I от Прусия и става императрица на Германия.
Мария фон Саксония-Ваймар-Айзенах умира на 69 години на 18 януари 1877 г. в Берлин. Принц Карл построява гробница под църквата „Св. Петър и Павел“ в парка в Берлин-Ванзее, близо до „остров Пфауен“ в Хафел, където след шест години през нощта от 24 към 25 януари 1883 г. е погребан до принцеса Мария.

## Фамилия
Мария фон Саксония-Ваймар-Айзенах се омъжва на 26 май 1827 г. в дворец Шарлотенбург при Берлин за принц Карл Пруски (* 29 юни 1801 в дворец Шарлотенбург при Берлин; † 21 януари 1883 в Берлин), третият син на пруския крал Фридрих Вилхелм III (1770 – 1840) и съпругата му принцеса Луиза фон Мекленбург-Щрелиц (1776 – 1810). Te имат три деца:
- Фридрих Карл Николаус Пруски (* 20 март 1828 в Берлин; † 15 юни 1885 в ловния дворец Клайн-Глинике), женен на 29 ноември 1854 г. в Десау за втората си братовчедка принцеса Мария Анна фон Анхалт-Десау (* 14 септември 1837 в Десау; † 12 май 1906)
- Мария Луиза Анна (* 1 март 1829, Берлин; † 10 май 1901, Франкфурт), омъжена в Шарлотенбург на 26 май 1853 г. (развод 1861) за ландграф Алексис фон Хесен-Филипстал-Бархфелд (* 13 септември 1828; † 16 август 1905), син на ландграф Карл фон Хесен-Филипстал-Бархфелд (1784 – 1854)
- Мария Анна Фридерика (* 17 май 1836, Берлин; † 12 юни 1918, Франкфурт), омъжена в Шарлотенбург на 26 май 1853 г. за ландграф Фридрих Вилхелм фон Хесен-Касел (* 26 ноември 1820; † 14 октомври 1884), син на ландграф Вилхелм фон Хесен-Касел (1787 – 1867)